# Erwin
Erwin – imię męskie pochodzenia germańskiego, powstałe z wyrazów heri – „drużyna wojenna” oraz wini – „przyjaciel”, oznaczające „ten, który chętnie wojuje”. Pojawia się również jako: Ermin, Hermin i Irmin.
Imię rzadko nadawane. W styczniu 2025 r. w rejestrze PESEL, wśród publicznie dostępnych danych dotyczących osób żyjących, wykazano 4374 mężczyzn o imieniu Erwin nadanym jako imię pierwsze.
Forma żeńska: Erwina
Erwin imieniny obchodzi 19 stycznia, 16 kwietnia, 24 kwietnia i 18 lipca.

## Mężczyźni o imieniu Erwin
- Erwin Axer – polski reżyser teatralny
- Erwin Bälz – niemiecki lekarz, antropolog
- Erwin Elster (1887–1977) – polski malarz i pedagog
- Erwin von Helmersen – niemiecki zbrodniarz hitlerowski
- Erwin Huber – niemiecki polityk
- Erwin Koeman – holenderski piłkarz
- Erwin Kruk – polski poeta
- Erwin Nyc (1914—1988) – polski piłkarz, uczestnik MŚ 38
- Erwin Rommel – niemiecki feldmarszałek
- Erwin Schrödinger – austriacki fizyk, noblista
- Erwin Smith – postać z mangi Hajime Isayamy „Shingeki no Kyojin”
- Erwin Grzegorzak – polski lekarz
- Erwin Sówka – polski malarz
- Erwin Teufel – niemiecki polityk.